# Gyákos
Gyákos, Jakabfája románul: Giacăș, falu Romániában, Erdélyben, Szeben megyében.

## Fekvése
Erzsébetvárostól északnyugatra, Jövedics, Kund, Somogyom és Küküllőalmás közt fekvő település.

## Története
Gyákos nevét 1337-ben említette először oklevél p. Gyakteluk, p. Gyakusteleky, p. Gyaktelkenéven, mint a Szalók nemzetség tagjainak birtokát. Ekkor az e nemzetségből való Simon bán fia Mihály és fiai Gyaktelekét 60 M-ért átengedték Apour ispánnak és fiának, Lászlónak, majd még ez évben keresetet indítottak ellene (Gy 3: 553).
További névváltozatai: 1373-ban p. Gyakus, 1435-ben, 1474-ben és 1507-ben p. Gyakos, 1733-ban Gijeke, 1750-ben Gzsakes, 1760–1762-ben Fákos [:Gyákos], 1805-ben és 1808-ban Gyákos iuxta alios Jakabfája h.,Jakosch oder Jakobsdorf g. 1861-ben
Gyákos, Jakobsdorf, 1888-ban Gyákos (Jakobsdorf, Giacosiu), 1913-ban Gyákos.
1474-ben Gyakos falu Toroczkai Péter leányainak birtokaként volt említve. 1507-ben Gyakoson Kiskendi Baladfi Jánostól vásárolt
negyedrészének felét Eczeli Tabiási István 100 Ft-
ért eladta testvéreinek, 1526-ban pedig ugyanitt Almási Tabiási János  isrészbirtokos volt.
A trianoni békeszerződés előtt Kis-Küküllő vármegye Erzsébetfalvai járásához tartozott.
1910-ben 373 lakosából 5 magyar, 40 német, 309 román volt. Ebből 293 görögkatolikus, 40 evangélikus, 33 görög keleti ortodox volt.

## Források

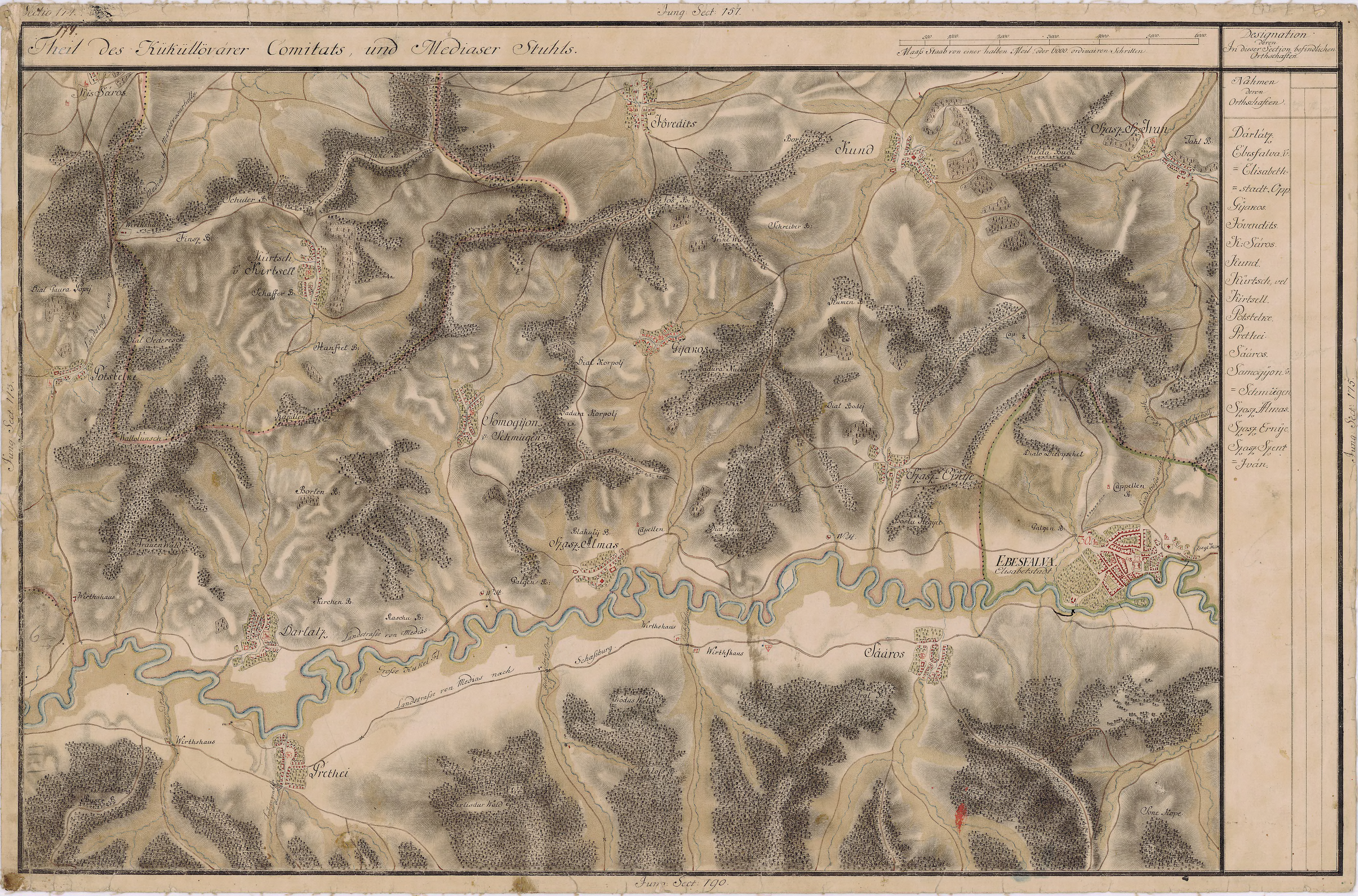
Gyákos és környéke egy régi térképen